# Marta Tomac
Marta Tomac (Trondheim, 20 de setembro de 1990) é uma handebolista profissional norueguesa, medalhista olímpica.

## Carreira
Tomac conquistou a medalha de bronze com a Seleção Norueguesa de Handebol Feminino nos Jogos Olímpicos de Verão de 2020 em Tóquio, após derrotar a equipe sueca por 36–19 na disputa pelo pódio.